# عكمة (السعودية)
عكمة هو موقع أثري يقع في شمال غرب السعودية في محافظة العلا في منطقة المدينة المنورة، يحتوي على الكتابات والنقوش الأثرية التي تعود إلى الحضارة اللحيانية في القرن السادس قبل الميلاد إلى القرن الثاني قبل الميلاد، وهو عبارة عن واد ضيق ينحدر من جبل عكمة وعلى بعد ثلاثة كيلومترات من مدينة العُلا.

## نبذة عن الموقع
هو عبارة عن منطقة جبلية ينحدر منها وادي ضيق، وهو ذو لون داكن يميل للون الأحمر، وشاهق الارتفاع، يضم العديد من الكتابات اللحيانية على الواجهات الصخرية في الموقع، وتوثق هذه النقوش والكتابات تاريخ مملكة لحيان وحضارتها وتفاعلاتها المجتمعية وعلاقاتها الخارجية وتنظيماتها وقوانينها الداخلية، وهي قريبة من موقع الخريبة الذي عاشت فيه دولة لحيان.

## آثار جبل عكمة
- يعتبر هذا الجبل جزء من تاريخ وحضارة مملكة لحيان وهو أكبر مصدر معلومات عن الاقتصاد والتجارة والخراج والضرائب في مملكة دادان.[2]
- يُردد أن فيها آلهة تُدعى "ذي غيبة"، ويعتقد أن اسمها جاء من صاحب الغابة لخصوبة أرض دادان.[3]
- يرى الدارسون لهذه المنطقة وجود آثار أساسات معبد قديم.[4]

## نقوش جبل عكمة
- ب ن د بند: البند في اللغة هو العلم الكبير، والبند هو الذي يسكر من الماء.
- ع وم عوم أو عوام: العوم في اللغة السباحة، والعوام السباح الماهر
- س ع د أ ل سعدال: هذا الأسم مركب من سعد وهو صاحب الحظ السعيد، والسعادة نقيض الشقاوة، وربما يكون المسمى سعد إل هو الشخص الذي يطلب مساعدة إل.
- أ ط ل ل و: لفظة أطل في اللغة تعني دنا وقرب، ولفظة أط ل ل والواردة في النقش فعل ماض في حالة الجمع أطلوا.

ذ غ ب ت ذي غابة: اسم الآله وهو المعبود الرئيس عند اللحيانين، ويرى كل من ريكمانز وكاسكل وخليل يحيى نامي أن أسم ذي غابة مأخوذ من اسم المكان غابة وهي مدينة غير بعيدة عن(الجرف) التي كانت على بعد ثلاثة أميال شمال المدينة، والمشهورة بخصوبة أرضها وكثرة نخيلها.

## أسماء الأماكن الواردة في نقوش عكمة
- بدر وهو الموضع المشهور ما بين مكة المكرمة والمدينة المنورة، ويقع أسفل وادي الصفراء، وهو الموضع الذي وقعت فيه معركة بدر.
- ذ أذن وهو الموضع الذي يقع في بلاد بارق، ويمتد من غور السراة بين مكة والمدينة، وأذن اسم موضع لبطن من هوزان، وأذنة جبل بينه وبين فيد اثنا عشر ميلاً.
- ذثعل وادٍ يمتد جنوبي الذنائب، وباعلاه منهل يسمى الثعل أشهر مناهل العرب
- ثرو، ثر ثره بكسر الثاء وفتح الراء آخرها هاء وادٍ مشهور في دثينة، وثرة بلدة من عنس، وثرى أسفل وادي الجي بين الرويثة والصفراء.
- مهجة ورد في كتاب صفة جزيرة العرب للهمداني اسم مقارب لهذا الاسم ينتهي بحرف الميم(مهجم) وهي مدينة سردد، ومهجم كانت مدينة عامرة من مدن الجزء الشمالي من تهامة، وأدت دوراً إيجابياً في نهضة اليمن، والمهجم أيضاً بلدة في الشام.[6]

## وصلات خارجية
- «عكمة» التاريخي.. مكتبة مفتوحة للكتابات والنقوش الأثرية.
- مقدمة في لغة النقوش اللحيانيَّة وتاريخها.